# Nowy Dwór (powiat lubelski)
Nowy Dwór – wieś w Polsce położona w województwie lubelskim, w powiecie lubelskim, w gminie Wysokie.
W latach 1975–1998 miejscowość należała administracyjnie do województwa zamojskiego.
Wieś stanowi sołectwo gminy Wysokie. Według Narodowego Spisu Powszechnego z roku 2011 wieś liczyła 289 mieszkańców.